# Efrem Forni
Efrem Leone Pio Forni (Milano, 10 gennaio 1889 – Roma, 26 febbraio 1976) è stato un cardinale italiano.

## Biografia
Nacque a Milano il 10 gennaio 1889, secondogenito di don Enrico Giancarlo Forni e donna Angela Ambrosoli. Docente al Seminario vescovile di Arona prima, fu poi nominato prelato domestico di Sua Santità Pio XII. Fu consacrato vescovo il 20 febbraio 1938 dal card. Eugenio Pacelli (eletto Papa, l'anno successivo, con il nome di Pio XII), nella chiesa di San Carlo al Corso in Roma, che è considerata ancora oggi la chiesa parrocchiale dei "milanesi" a Roma. Nominato arcivescovo titolare di Darni, entrò quindi nella rappresentanza diplomatica della Santa Sede. Dopo una breve esperienza quale uditore presso la Nunziatura di Portogallo e di Francia, fu nominato nunzio apostolico, prima in Ecuador (1938 - 1952) e poi in Belgio e Lussemburgo (1953 - 1962) presso re Baldovino.
Creato cardinale presbitero nel concistoro del 19 marzo 1962 da Giovanni XXIII, partecipò a tutte le sessioni del Concilio Vaticano II e al conclave che elesse Paolo VI. Quale membro della Curia Pontificia, fu prefetto della Congregazione dei Santi.
Dal 1962 al 1976 portò il titolo cardinalizio di Santa Croce in Gerusalemme.
Morì il 26 febbraio 1976 all'età di 87 anni, dopo breve malattia, a Roma, al Policlinico Gemelli.
Volle essere sepolto in Gallarate alla sinistra dell'altare maggiore, nell'amata chiesa di San Francesco e non nella tomba di famiglia dei nobili Forni di Milano, perché in questa chiesa, era nata la sua vocazione religiosa, come egli aveva sempre affermato.
Fu nominato Balì Cavaliere di Gran Croce d'Onore e Devozione del Sovrano Militare Ordine di Malta, oltre che di molti altri ordini cavallereschi, fra cui quello del Ordine Equestre del Santo Sepolcro di Gerusalemme.

## Genealogia episcopale e successione apostolica
La genealogia episcopale è:
- Cardinale Scipione Rebiba
- Cardinale Giulio Antonio Santori
- Cardinale Girolamo Bernerio, O.P.
- Arcivescovo Galeazzo Sanvitale
- Cardinale Ludovico Ludovisi
- Cardinale Luigi Caetani
- Cardinale Ulderico Carpegna
- Cardinale Paluzzo Paluzzi Altieri degli Albertoni
- Papa Benedetto XIII
- Papa Benedetto XIV
- Papa Clemente XIII
- Cardinale Marcantonio Colonna
- Cardinale Giacinto Sigismondo Gerdil, B.
- Cardinale Giulio Maria della Somaglia
- Cardinale Carlo Odescalchi, S.I.
- Cardinale Costantino Patrizi Naro
- Cardinale Lucido Maria Parocchi
- Papa Pio X
- Papa Benedetto XV
- Papa Pio XII
- Cardinale Efrem Leone Pio Forni

La successione apostolica è:
- Vescovo Maximiliano Spiller, C.S.I. (1941)
- Vescovo Nicanor Carlos Gavinales Chamorro (1947)
- Cardinale Bernardino Echeverría Ruiz, O.F.M. (1949)
- Vescovo Honoré Marie Van Waeyenbergh (1954)
- Vescovo Arnold Boghaert, C.SS.R. (1957)